# 799
799 је била проста година.

## Догађаји
- Викинзи нападају манастир на франачком острву Ноармутје на атлантској обали.

- Јесен – Опсада Трсата: Вишеслав, словенски кнез, одлучно побеђује инвазијску франачку војску под Ериком Фурланским, током опсаде града-тврђаве Трсат (Ријека).
- Викинзи упадају на острво Ноармутије, и нападају манастир Светог Филипа од Жимијежа.
- Краљ Еардвулф од Нортумбрије, забринут за даље ривале, убио је елдормана Мола. Бивши краљ Освалд умире као опат у изгнанству. Сахрањен је у необележеној гробници у Јорк Минстеру.
- 25. април – Папа Лав III је физички нападнут од стране групе аристократских завереника, под вођством јавног званичника који је нећак покојног папе Хадријана I. Након малтретирања и покушаја унаказивања од стране грађана Рима, Лав бежи на двор краља Карла Великог у Падерборну (савремена Немачка) да тражи заштиту. Шаље га назад са франачким агентима и враћа га на папски престо.